# Badminton-Mannschaftsafrikameisterschaft 2025
Bei der Badminton-Mannschaftsafrikameisterschaft 2025 wurden die afrikanischen Mannschaftstitelträger bei den gemischten Teams ermittelt. Die Titelkämpfe fanden vom 10. bis zum 13. Februar 2025 in Douala statt.
Die Meisterschaft war gleichzeitig Qualifikationsturnier für den Sudirman Cup 2025.

## Medaillengewinner
| Disziplin | Gold | Silber | Bronze |
| --------- | --- | --- | --- |
| Team      | Algerien Mohamed Abderrahime Belarbi Adel Hamek Sifeddine Larbaoui Koceila Mammeri Youcef Sabri Medel Mohamed Abdelaziz Ouchefoun Halla Bouksani Yasmina Chibah Sirine Ibrahim Tanina Mammeri Linda Mazri Malak Ouchefoun | Mauritius Jean Bernard Bongout Lucas Douce Georges Paul Lorna Bodha Kate Ludik Chiara How Hong Elsa How Hong | Ägypten Abdelrahman Abdelsattar Ahmed Elbahnasawy Adham Hatem Elgamal Kareem Ezzat Montaser Mahmoud Seif Omar Nour Ahmed Youssri Hadia Elgendy Alya Elghandour Doha Hany Fatema Rabie Hana Tarek Zaher |
| Team      | Algerien Mohamed Abderrahime Belarbi Adel Hamek Sifeddine Larbaoui Koceila Mammeri Youcef Sabri Medel Mohamed Abdelaziz Ouchefoun Halla Bouksani Yasmina Chibah Sirine Ibrahim Tanina Mammeri Linda Mazri Malak Ouchefoun | Mauritius Jean Bernard Bongout Lucas Douce Georges Paul Lorna Bodha Kate Ludik Chiara How Hong Elsa How Hong | Südafrika Caden Kakora Daniel Steyn Robert Summers Miguel Vigario Amy Ackerman Elme de Villiers Michaela Ohlson Johanita Scholtz                                                                       |

## Gruppe A
| Platz | Team     | Pld | W | L | MF | MA | MD  | GF | GA | GD  | PF  | PA  | PD   | Pts | Qualifikation   |
| ----- | -------- | --- | - | - | -- | -- | --- | -- | -- | --- | --- | --- | ---- | --- | --------------- |
| 1     | Algerien | 3   | 3 | 0 | 13 | 2  | +11 | 26 | 6  | +20 | 625 | 304 | +321 | 3   | Q               |
| 2     | Ägypten  | 3   | 2 | 1 | 12 | 3  | +9  | 25 | 8  | +17 | 640 | 363 | +277 | 2   | Q               |
| 3     | Kamerun  | 3   | 1 | 2 | 5  | 10 | −5  | 18 | 20 | −2  | 607 | 470 | +137 | 1   |                 |
| 4     | Ghana    | 3   | 0 | 3 | 0  | 15 | −15 | 0  | 35 | −35 | 0   | 735 | −735 | 0   | nicht gestartet |

## Gruppe B
| Platz | Team      | Pld | W | L | MF | MA | MD | GF | GA | GD  | PF  | PA  | PD   | Pts | Qualifikation |
| ----- | --------- | --- | - | - | -- | -- | -- | -- | -- | --- | --- | --- | ---- | --- | ------------- |
| 1     | Südafrika | 2   | 2 | 0 | 9  | 1  | +8 | 19 | 5  | +14 | 485 | 351 | +134 | 2   | Q             |
| 2     | Uganda    | 2   | 1 | 1 | 5  | 5  | 0  | 11 | 13 | −2  | 423 | 420 | +3   | 1   | Q             |
| 3     | Réunion   | 2   | 0 | 2 | 1  | 9  | −8 | 6  | 18 | −12 | 342 | 479 | −137 | 0   |               |

## Gruppe C
| Platz | Team             | Pld | W | L | MF | MA | MD  | GF | GA | GD  | PF  | PA  | PD   | Pts | Qualifikation |
| ----- | ---------------- | --- | - | - | -- | -- | --- | -- | -- | --- | --- | --- | ---- | --- | ------------- |
| 1     | Nigeria          | 3   | 3 | 0 | 13 | 2  | +11 | 27 | 8  | +19 | 689 | 441 | +248 | 3   | Q             |
| 2     | Mauritius        | 3   | 2 | 1 | 11 | 4  | +7  | 24 | 9  | +15 | 635 | 452 | +183 | 2   | Q             |
| 3     | Sambia           | 3   | 1 | 2 | 6  | 9  | −3  | 14 | 19 | −5  | 509 | 561 | −52  | 1   |               |
| 4     | Äquatorialguinea | 3   | 0 | 3 | 0  | 15 | −15 | 1  | 30 | −29 | 268 | 647 | −379 | 0   |               |

## Endrunde
|  | Viertelfinale | Viertelfinale |           |   | Halbfinale | Halbfinale |  |  | Finale | Finale |
|  |               |               |           |   |            |            |  |  |        |        |
|  |               |               |           |   |            |            |  |  |        |        |
|  |               |               |           |   |            |            |  |  |        |        |
|  | Algerien      |               |           |   |            |            |  |  |        |        |
|  |               |               |           |   |            |            |  |  |        |        |
|  | Bye           |               |           |   |            |            |  |  |        |        |
|  | Algerien      | 3             |           |   |            |            |  |  |        |        |
|  | Algerien      | 3             |           |   |            |            |  |  |        |        |
|  |               | Ägypten       | 2         |   |            |            |  |  |        |        |
|  | Ägypten       | Ägypten       | 2         | 3 |            |            |  |  |        |        |
|  | Ägypten       |               |           | 3 |            |            |  |  |        |        |
|  | Uganda        | 0             |           |   |            |            |  |  |        |        |
|  | Uganda        | 0             | Algerien  | 3 |            |            |  |  |        |        |
|  |               |               | Algerien  | 3 |            |            |  |  |        |        |
|  |               | Mauritius     | 1         |   |            |            |  |  |        |        |
|  | Mauritius     | Mauritius     | 1         | 3 |            |            |  |  |        |        |
|  | Mauritius     |               |           | 3 |            |            |  |  |        |        |
|  | Nigeria       | 0             |           |   |            |            |  |  |        |        |
|  | Nigeria       | 0             | Mauritius | 3 |            |            |  |  |        |        |
|  |               |               | Mauritius | 3 |            |            |  |  |        |        |
|  |               | Südafrika     | 1         |   |            |            |  |  |        |        |
|  | Bye           | Südafrika     | 1         |   |            |            |  |  |        |        |
|  |               |               |           |   |            |            |  |  |        |        |
|  | Südafrika     |               |           |   |            |            |  |  |        |        |
|  |               |               |           |   |            |            |  |  |        |        |

## Endstand
| Pos    | Team             | Pld | W | L | Pts | MD  | GD  | PD   |
| ------ | ---------------- | --- | - | - | --- | --- | --- | ---- |
| Gold   | Algerien         | 5   | 5 | 0 | 5   | +14 | +26 | +363 |
| Silber | Mauritius        | 6   | 4 | 2 | 4   | +10 | +15 | +160 |
|        |                  |     |   |   |     |     |     |      |
| Bronze | Ägypten          | 5   | 3 | 2 | 3   | +11 | +19 | +314 |
| Bronze | Südafrika        | 3   | 2 | 1 | 2   | +6  | +12 | +150 |
|        |                  |     |   |   |     |     |     |      |
| 5      | Nigeria          | 4   | 3 | 1 | 3   | +8  | +17 | +227 |
| 6      | Uganda           | 3   | 1 | 2 | 1   | −3  | −8  | −48  |
|        |                  |     |   |   |     |     |     |      |
| 7      | Sambia           | 3   | 1 | 2 | 1   | −3  | −5  | −52  |
| 8      | Réunion          | 2   | 0 | 2 | 0   | −8  | −12 | −137 |
| 9      | Kamerun          | 2   | 0 | 2 | 0   | −10 | −17 | −178 |
| 10     | Äquatorialguinea | 3   | 0 | 3 | 0   | −15 | −29 | −379 |
| –      | Ghana            | –   | – | – | –   | –   | –   | –    |